# سوزان وير
سوزان وير (بالإنجليزية: Susan Ware)‏ هي أكاديمية أمريكية، ولدت في 22 أغسطس 1950.